# Agamemnon (Sêneca)

Agamemnon é uma tragédia escrita pelo filósofo romano estoico Lúcio Aneu Sêneca e baseada na tragédia homônima de Ésquilo. A peça narra a história do que ocorreu ao comandante máximo dos gregos na guerra de Troia depois que ele voltou para sua casa tendo triunfado na guerra.

## Traduções e estudos em português
Sêneca, junto a Virgílio, Ovídio e Horácio, é um dos escritores romanos com maior fortuna tradutória em português. De fato, grande parte da sua obra já tem sua versão em nossa língua.
A tragédia Agamemnon tem uma tradução feita pelo professor José Eduardo dos Santos Lohner